# قودفريد فـان دن بوير
قودفريد فـان دن بوير هو لاعب كرة قدم بلجيكي في مركز الهجوم، ولد في 8 مايو 1934 في Overpelt ‏ في بلجيكا، وتوفي في 6 أغسطس 2012. شارك مع منتخب بلجيكا لكرة القدم. أما مع النوادي، فقد لعب مع رويال أنتويرب ورويال أندرلخت ونادي سينت ترويدن.

## وصلات خارجية
- قودفريد فـان دن بوير على موقع الاتحاد البلجيكي (الإنجليزية)
- قودفريد فـان دن بوير على موقع قاعدة بيانات كرة القدم.إي يو (الإنجليزية)
- قودفريد فـان دن بوير على موقع ناشيونال فوتبول تيمز (الإنجليزية)
- قودفريد فـان دن بوير على موقع عالم كرة القدم.نت (الإنجليزية)